# Fabián Alarcón
Fabián Ernesto Alarcón Rivera (Quito, 14 de abril de 1947) es un abogado y expolítico ecuatoriano. Fue presidente interino del Ecuador entre el 11 de febrero de 1997. y el 10 de agosto de 1998, por designación del Congreso Nacional, tras el derrocamiento de Abdalá Bucaram.
Inició su vida política como concejal de Quito, electo en 1970, por el Partido Patriótico Popular (PPP), tienda política de su padre, Ruperto Alarcón. Posteriormente, el PPP y Fabián Alarcón se adhirieron al Partido Demócrata (PD), con el que fue electo Prefecto de Pichincha en 1984. Tras la extinción del PD, Alarcón pasó a las filas del Frente Radical Alfarista (FRA), partido con el que fue electo diputado en 1990, siendo reelegido en 1994 y 1996. Dentro del Congreso, fue electo como presidente del parlamento en tres ocasiones (1991-1992, 1995-1996 y 1996-1997), gracias a pactos políticos del FRA con los partidos hegemónicos de la época.
En su tercer periodo al frente del Congreso, se desató la crisis política de 1997, en la que el parlamento destituyó al presidente Bucaram, el 6 de febrero de 1997, alegando «incapacidad mental» del mandatario para gobernar. Bucaram fue sustituido por Alarcón, cuando el cargo le correspondía a la vicepresidenta Rosalía Arteaga. Tras una mediación, Alarcón cedió el poder a Arteaga, quien permaneció en el cargo hasta el 11 de febrero, pues el Congreso finalmente impuso a Alarcón en la presidencia, nombrando a Arteaga nuevamente como vicepresidenta. Su gobierno se sostuvo gracias al pacto del FRA con el Partido Social Cristiano y la Democracia Popular, repartiéndose el poder entre los tres partidos. Por tal motivo, durante su presidencia se dieron grandes escándalos de corrupción.
Debido a esto, tras dejar el poder, fue encarcelado en 1999, pero gracias a un amañado informe de Contraloría a su favor, fue liberado en diciembre de ese mismo año, aunque los cargos en su contra no fueron levantados. No obstante, pronto sus litigios judiciales pasaron al olvido de la opinión púbilca. Posteriormente intentó ser elegido como diputado, sin obtener el apoyo popular, por lo que dejó la política tras aquel fracaso. Actualmente, se mantiene alejado de la palestra política, haciendo apariciones esporádicas, en conferencias y seminarios.

## Biografía
Fabián Alarcón Rivera nació en Quito el 14 de abril de 1947, sus padres fueron el doctor Ruperto Alarcón Falconí y la señora María Antonieta Rivera Larrea, riobambeños, quedó huérfano de madre a los dos años de edad. Consuelo Albizú fue su madre adoptiva.
Cursó los estudios primarios y secundarios en España, México y Colombia, países donde su padre fue embajador, y se graduó de bachiller con los jesuitas en el Colegio San Gabriel, de Quito. Estudió jurisprudencia y a los 26 años de edad se doctoró en la Pontificia Universidad Católica del Ecuador. En el ejercicio de su profesión de abogado y jurisconsulto, Alarcón Rivera representó a Ecuador en los Congresos Interamericanos de Abogados en Brasil, Puerto Rico y Quito y se integró a la Federación Interamericana de Abogados como miembro mayor. 
Está casado con Lucía Peña Ochoa con quien tiene tres hijos: Fabián Ruperto, Pablo Andrés e Isabel Lucía.

## Carrera política
Fue presidente de la Asociación Escuela de Derecho y miembro del Partido Patriótico Popular fundado por su padre. Elegido concejal del Municipio de Quito en la época del popular alcalde Sixto Durán Ballén, integró la Comisión de Reestructuración Jurídica del Estado que redactó el proyecto de nueva Constitución aprobada en el referéndum de 1978 durante el proceso de retorno a la vida democrática, impulsado por el Consejo Supremo de Gobierno. Ganó las elecciones de prefecto provincial de Pichincha para 1984 - 1988 y fue escogido presidente del Consorcio de Consejos Provinciales en 1984. El PPP se había fusionado con el Partido Demócrata que se extinguió en 1988. Algunos de sus antiguos miembros se unieron al Frente Radical Alfarista. 

Retrato de Fabián Alarcón, como presidente del Congreso Nacional.

Como militante de este partido, Alarcón Rivera fue elegido diputado en 1990 y luego varias veces más ya como diputado provincial, ya como nacional. Fue presidente del Congreso en los períodos de 1991-1992, 1995-1996 y 1996-1997, en este último período se desató la crisis política a causa del gobierno del presidente Abdalá Bucaram, resultando en masivas protestas en su contra, ante lo cual Alarcón instó al Congreso Nacional a destituir a Bucaram, utilizando la figura de la Incapacidad Mental, efectuándose esto por mayoría simple el 6 de febrero de 1997, siendo designado como Presidente Constitucional Interino que provocó un caos constitucional. 

### Destitución de Bucaram
Al darse la destitución de Bucaram, se desarrolló una grave crisis política. La vicepresidenta Rosalía Arteaga reclamó la sucesión antes de la medianoche del 6 de febrero. Según la tradición constitucional desde inicios de la república, ella debía reemplazar a Bucaram, pero esta norma fue suprimida en la codificación de la Constitución realizada en 1996 por el Congreso Nacional publicada en el Registro Oficial 969 de 18 de junio de 1996. La embajada de los Estados Unidos defendía esta sucesión tanto porque se guardasen las formas de la democracia como porque el embajador Leslie Alexander apreciaba a la vicepresidenta. Las Fuerzas Armadas garantizaban el orden de la Constitución.
Alarcón convocó un Congreso Extraordinario en la tarde del 6 de febrero a fin de deponer al presidente. Para reemplazarlo, se barajaban los nombres del presidente del Congreso y del presidente de la Corte Suprema, segundo y tercero en la línea de la sucesión presidencial. Las causas constitucionales para deponer al presidente eran traición a la patria, cohecho y grave atentado contra el honor nacional, que debían ser sentenciadas en juicio político votado por una mayoría de los dos tercios del Congreso.  
El 6 de febrero, en la Noche de los tres presidentes, el Congreso utilizó el artículo 100 de la Constitución para destituir a Bucaram, la Incapacidad física o mental, siendo aprobada la resolución por mayoría simple a Bucaram y eligió presidente constitucional interino a Fabián Alarcón Rivera. Bucaram rechazó el nombramiento de Alarcón. Ese mismo día, la vicepresidenta Arteaga se proclamaba presidenta constitucional, aceptando la resolución del congreso a excepción del nombramiento de Alarcón. El 7 de febrero, Alarcón, Bucaram y Arteaga se declaraban presidentes, siendo Alarcón el único reconocido por el Congreso, mientras que Bucaram se mantuvo en el Palacio de Carondelet al no reconocer la resolución del legislativo, afrontando una manifestación popular permanente frente al palacio de gobierno. 
Arteaga, Alarcón, los jefes de los bloques parlamentarios y el Comando Conjunto de las Fuerzas Armadas llegaron a un acuerdo en la noche del 8 de febrero: confirmación de la destitución de Bucaram, nulidad de la elección de Alarcón, encargo del poder ejecutivo de forma temporal a la vicepresidenta Arteaga, confección de una norma aclaratoria a la Carta Política sobre elección presidencial en caso de ausencia definitiva del presidente.  
Posterior a este acuerdo, en la madrugada del 8 de febrero, Bucaram salió del palacio presidencial y voló a Guayaquil y puso su cuartel general en la Gobernación; pero los acontecimientos de los días posteriores le obligaron a huir a Panamá el 11 de febrero. Posesionada Arteaga como presidenta de forma oficial y para quedarse más tiempo con el poder, Arteaga adujo que sus funciones durarían hasta cuando el Congreso estuviese facultado para elegir presidente, lo que implicaba una reforma constitucional con aprobación de los dos tercios de los diputados. Sin embargo, el 11 de febrero, 57 diputados eligieron a Alarcón presidente interino hasta el 10 de agosto de 1998.

## Presidencia de la República
El presidente propuso al país el siguiente programa: Consolidar el sistema democrático e impulsar una reforma política y jurídica; "equilibrar lo económico y lo social impulsando la reactivación mediante el control de los parámetros macroeconómicos"; ejecutar programas para reducir la pobreza y mejorar la calidad de la vida; buscar la paz definitiva con Perú y devolver al Ecuador el respeto perdido en el ámbito internacional durante la presidencia de Bucaram Ortiz; planificar, iniciar y ejecutar 20 proyectos grandes para el desarrollo nacional y de las regiones; prepararse para afrontar la Corriente del Niño. 
En su gobierno se convocó al referéndum de Ecuador de 1997 que dio paso a una Asamblea Constituyente, la que redactó una nueva Carta Magna. El referéndum ratificó a Alarcón como Presidente Constitucional Interino hasta el 10 de agosto de 1998, por lo que el Congreso Nacional procedió a codificar la constitución, incluyéndose las disposiciones del referéndum, entre las cuales se encontraba la designación de Alarcón por el Congreso como  "Presidente de la República" y la terminación del período de la Vicepresidenta Arteaga en la misma fecha, homologando la designación de Alarcón como una elección presidencial,, por lo que Alarcón fue legalizado como Presidente Constitucional bajo un período interino a través de la Disposición Transitoria Decimotercera, por lo que continuó utilizando su denominación de Presidente Constitucional Interino. Las demás enmiendas fueron: la reincorporación de la sucesión presidencial inmediata por el vicepresidente de la república, la implementación de una Asamblea Nacional Constituyente con el objetivo único de reformar la constitución, la convocatoria a elecciones presidenciales para el 31 de mayo de 1998, la terminación de funciones anticipadas de todas los jefes de las funciones del Estado (Contraloría, Procuraduría, Tribunal Supremo Electoral, Corte Suprema de Justicia, Tribunal Constitucional, Ministro Fiscal, Defensor del Pueblo y Superintendentes) para asumir los nuevos titulares el 10 de agosto de 1998. (Sentencia del Tribunal Constitucional de 1997)
En el primer año del ejercicio de Alarcón el producto interno bruto creció en un 3,4 por ciento, porque mejoraron la agricultura, la pesca, la manufactura, la construcción y el transporte. Hubo inversión en la telefonía celular. El Niño arrasó con la agricultura costeña ocasionando pérdidas por mil millones de dólares, expulsando a 15 mil familias de sus hogares y dañando la infraestructura vial, las herramientas y las bodegas a un costo de tres mil millones de dólares incluido el lucro cesante de las exportaciones agrícolas que al fin del año cayeron en un 16 por ciento y de las no tradicionales en un nueve por ciento. 
El 4 de marzo de 1997 creó una comisión cívica contra la corrupción para recibir denuncias, investigarlas y canalizarlas a través de la Fiscalía y de Contraloría. Asimismo, Alarcón saneó las aduanas entregándolas al control administrativo de las Fuerzas Armadas. 
Sin embargo, la opinión pública consideró el gobierno de Alarcón como un gobierno corrupto aunque no se le plantearon demandas judiciales, salvo por el caso de piponazgo antes de que ejerciera la presidencia de la República. El caso más sonado de corrupción por las consecuencias políticas fue el de los gastos reservados del ministro de Gobierno  César Verduga.

## Vida pospresidencia
Durante su presidencia, la diputada del FRA y luego de Izquierda Democrática, economista Cecilia Calderón, lo acusó de haber fomentado la sinecura ("piponazgo") mientras Alarcón ejercía la presidencia del Congreso. La acusadora llevó este cargo a la Comisión Anticorrupción creada por el propio presidente. El presidente de la Corte Suprema, Héctor Romero Parducci, ordenó la prisión preventiva de Alarcón en marzo de 1999. Orden ilegal, pues la Contraloría de la Nación en su informe definitivo había absuelto al expresidente del Congreso: por tanto, no había lugar para un juicio, mucho menos para la prisión preventiva. Según la Comisión Anticorrupción, el informe final de Contraloría había sido amañado a favor de Alarcón por la propia entidad de control. Alarcón salió de la cárcel en diciembre de 1999, pero el juicio en su contra siguió el cauce normal.
Alarcón militó en el Partido Patriótico Popular, luego en el Partido Demócrata y finalmente el Frente Radical Alfarista, partidos actualmente desaparecidos. También intentó postular como candidato a diputado por la provincia de Pichincha después de haber salido de la cárcel, pero no tuvo éxito en las urnas.
Su retrato presidencial colgado en el Palacio de Carondelet fue retirado en 2007 por orden del presidente Rafael Correa, fue colocado nuevamente en el 2018 durante el gobierno de Lenín Moreno.